# Виднэс, Борис Андреевич
Борис-Оттон (Бернгард-Отто) Андреевич Виднэс (швед. Bernhard Otto Andersson Widnäs; 12 (24) мая 1869, Карлебю, Великое княжество Финляндское — 17 сентября 1950, Хельсинки, Финляндия) — генерал-майор, Вазаский и Нюландский губернатор.

## Биография
Родился 12 (24) мая 1869 в Карлебю, в Великом княжестве Финляндском. Образование получил в Финляндском кадетском корпусе, из которого выпущен 10 августа 1890 года корнетом в лейб-гвардии Конно-гренадерский полк. 10 августа 1894 года произведён в поручики.
Прошёл курс наук в Николаевской академии Генерального штаба, выпущен по 1-му разряду. 6 декабря 1897 года произведён в штабс-ротмистры и 6 декабря 1901 года получил чин ротмистра гвардии с переименованием в подполковники по армии.
19 сентября 1905 года Виднес был назначен помощником инспектора классов Павловского военного училища, 6 декабря 1905 года произведён в полковники.
1 сентября 1910 года назначен Вазаским губернатором, 6 декабря 1911 года получил чин генерал-майора с зачислением по гвардейской кавалерии и 6 ноября 1913 года перемещён на должность Нюландского губернатора, в каковой пребывал до Октябрьской революции.
Виднэс был членом Русского военно-исторического общества и публиковал свои статьи во многих периодических изданиях Российской империи. Им была написана «Краткая история Л.-гв. Конно-гренадерского полка» (СПб., 1903).
В конце 1917 года Виднэс вышел в отставку и проживал в Гельсингфорсе. Он не оставил своих литературных занятий и немало публиковался уже в независимой Финляндии. Им было основано общество выпускников Финляндского кадетского корпуса (Кадетский клуб) и он являлся руководителем Финляндского отделения эмигрантского Общества офицеров Генерального штаба.
Скончался 17 сентября 1950 года в Хельсинки и похоронен на православном кладбище в районе Лапинлахти.

## Награды
Среди прочих наград Виднэс имел ордена:
- Орден Святой Анны 3-й степени (1903 год)
- Орден Святого Станислава 2-й степени (1909 год)
- Орден Святого Владимира 3-й степени (1914 год)